# Edmond Côte-de-Fer
Pour les articles homonymes, voir Edmund Ironside.
Edmond Côte-de-Fer (Edmund Ironside en anglais), ou Edmond II (vers 988 – 30 novembre 1016), est roi d'Angleterre du 23 avril 1016 à sa mort, sept mois plus tard.
Son court règne est tout entier occupé par l'invasion du Danois Knut le Grand, qui revendique le trône d'Angleterre. Malgré la résistance d'Edmond, Knut le vainc et l'oblige à partager son royaume. Edmond meurt avant la fin de l'année, permettant à Knut de devenir seul roi d'Angleterre.

## Biographie

### Une jeunesse troublée
Edmond est le fils aîné du roi Æthelred le Malavisé par sa première femme Ælfgifu. Lui et ses frères sont élevés par leur grand-mère paternelle Ælfthryth. Edmond commence à apparaître sur les chartes de son père en 993 aux côtés de ses frères Æthelstan et Ecgberht, et de son frère cadet Eadred. Il est alors probablement âgé d'environ cinq ans.
En décembre 1013, Æthelred est chassé d'Angleterre par le Danois Sven à la Barbe fourchue. Ses fils ne semblent pas l'avoir accompagné en exil. Sven meurt en février 1014, et son fils Knut est acclamé par les habitants du Danelaw, mais le witan rappelle Æthelred et Knut doit rapidement fuir l'Angleterre. Edmond devient, alors, l'héritier du trône en juin 1014. Dans son testament, Æthelstan, son frère, lègue à Edmond des terres et plusieurs objets, dont une épée ayant appartenu au roi Offa de Mercie.
En 1015, les thegns de la région des Cinq Bourgs Morcar et Sigeferth sont assassinés par le puissant ealdorman de Mercie Eadric Streona, conseiller très écouté du roi Æthelred. Ce dernier s'empare des biens des deux thegns et enferme la veuve de Sigeferth, Ealdgyth, à l'abbaye de Malmesbury. Durant l'été de 1015, Edmond l'en sort contre la volonté de son père et l'épouse, puis se rend dans le Nord de l'Angleterre pour revendiquer les biens de Morcar et Sigeferth. La population des Cinq Bourgs se soumet à lui. Il se trouve ainsi en rébellion ouverte contre le roi son père et l'ealdorman Eadric.

### L'invasion danoise

Armoiries imaginaires attribuées à Edmond par Matthieu Paris au XIIIe siècle.

Au même moment, Knut lance une nouvelle invasion de l'Angleterre avec deux cents navires, relatée en détail dans la Chronique anglo-saxonne. Il débarque dans le Kent et harcèle le Wessex, qui se soumet à la fin de l'année 1015. Tandis qu'Eadric rallie l'envahisseur avec quarante vaisseaux, Edmond tente de lever une armée pour s'opposer à l'avancée de Knut à travers les Midlands, sans succès, et les forces qu'il parvient à réunir avec le comte de Northumbrie Uchtred le Hardi ne lui servent qu'à ravager les possessions d'Eadric dans l'Ouest de la Mercie (Cheshire, Staffordshire, Shropshire). Lorsque les armées de Knut envahissent le Yorkshire, Uchtred quitte Edmond pour aller prêter hommage à l'envahisseur, mais il est assassiné peu après et Knut place un de ses alliés, Éric Håkonsson, à la tête de la Northumbrie, avant de rebrousser chemin vers le Wessex.
De son côté, Edmond part rejoindre son père à Londres. Celui-ci meurt le 23 avril 1016 et Edmond est acclamé roi par la noblesse présente en ville. Knut vient mettre le siège devant la ville peu après, mais ne parvient pas à réduire ses puissantes fortifications. Entre-temps, le jeune roi se rend au Wessex pour y briser toute velléité de rallier Knut et lever des troupes fraîches. Après deux batailles indécises à Penselwood et à Sherston, Edmond brise le siège de Londres et bat les Danois à Brentford. Cependant, ses pertes l'obligent à retourner au Wessex pour y refaire ses forces, permettant à Knut de revenir camper sous les murailles de Londres. Après un assaut infructueux, les Danois battent en retraite dans le Kent, où ils sont à nouveau vaincus par les troupes d'Edmond à Otford. Sentant le vent tourner, Eadric Streona rallie Edmond à Aylesford.

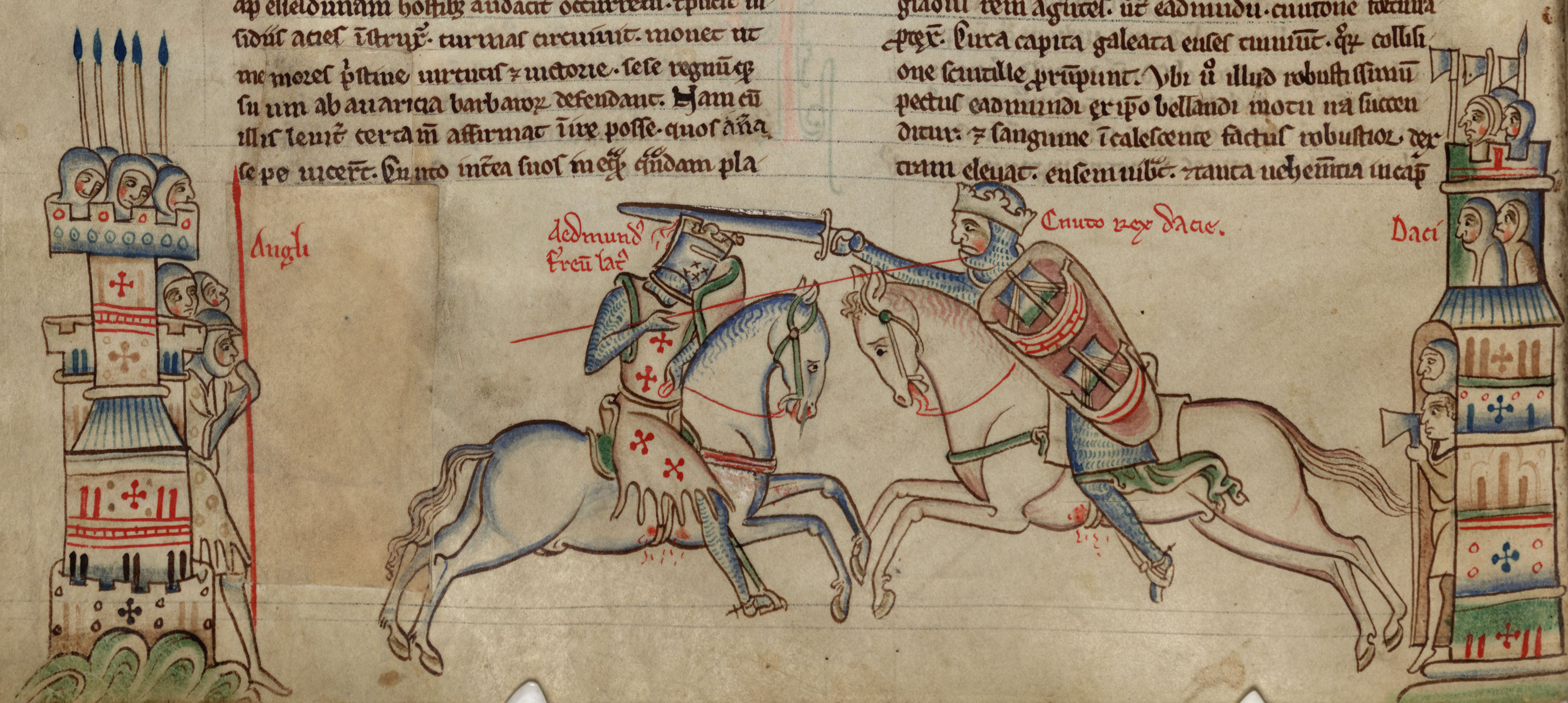
Edmond affronte Knut le Grand à la bataille d'Assundun, dessin de Matthieu Paris (XIIIe siècle).

Knut reprend la mer et débarque en Essex à l'automne, puis s'enfonce dans les terres pour ravager la Mercie. Il rencontre l'armée d'Edmond à Assandun le 18 octobre, et remporte une victoire écrasante grâce à la défection d'Eadric Streona. De nombreux dirigeants anglais sont tués, et Edmond est contraint de battre en retraite vers le Gloucestershire. Il est possible qu'il ait livré une dernière bataille près de la forêt de Dean, mais seule la Knútsdrápa d'Óttarr svarti mentionne cet affrontement.
Au terme des combats, les deux rois se rencontrent sur l'île d'Alney et conviennent de se partager l'Angleterre : Edmond conserve le Wessex et le Kent, tandis que Knut obtient la Mercie et (probablement) la Northumbrie. La Tamise sépare les domaines des deux rois, la ville de Londres revenant au Danois.

### Une mort inattendue

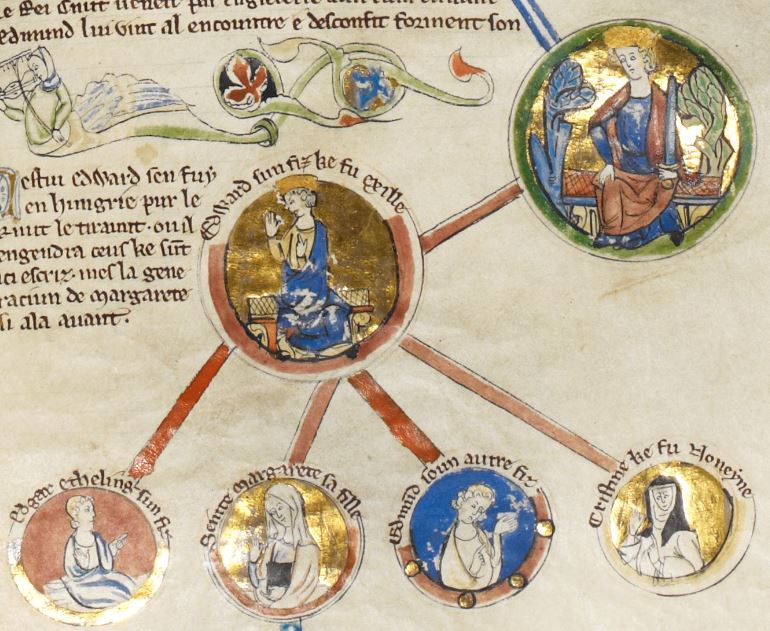
Edmond (en haut à droite), son fils Édouard (au centre) et ses petits-enfants dans un manuscrit généalogique du XIIIe siècle.

Le 30 novembre, quelques semaines à peine après le partage du royaume, Edmond meurt à Oxford ou (plus vraisemblablement) à Londres. Knut devient alors seul roi d'Angleterre. Bien que cette mort l'arrange, elle ne semble pas avoir été provoquée, en dépit des récits fantaisistes qu'en font les chroniqueurs plusieurs décennies plus tard, accusant Eadric Streona de son meurtre.
Les jeunes fils du roi défunt, Edmond et Édouard, sont exilés par Knut et se retrouvent en Hongrie. Ce n'est qu'en 1057, après la restauration de la maison de Wessex sur le trône en la personne d'Édouard le Confesseur, demi-frère cadet d'Edmond Côte-de-Fer, qu'Édouard, qui a reçu le surnom d'« Exilé », est invité à revenir sur le sol anglais. Son frère Edmond est probablement mort avant cette date. Édouard lui-même meurt quelques jours à peine après son retour au pays natal.
Le corps d'Edmond Côte-de-Fer est inhumé à l'abbaye de Glastonbury. Il disparaît après la dissolution des monastères, au XVIe siècle.

## Postérité
Le surnom « Côte-de-Fer » (Ironside) est attribué à Edmond en référence à sa résistance à l'invasion danoise. Il est attesté pour la première fois dans l'entrée pour l'année 1057 de la Chronique anglo-saxonne  mais il est possible qu'il lui ait été donné de son vivant.
Une pièce de théâtre élisabéthaine anonyme, intitulée Edmund Ironside, retrace de manière romancée les événements de l'année 1016. Elle a parfois été attribuée à William Shakespeare, sans que cette hypothèse fasse consensus parmi les chercheurs.